# Tatjana Birkigt
Veronika Tatjana Birkigt (* 28. April 1909 in Charlottenburg bei Berlin; † nach 1961) war eine deutsche Sängerin.

## Leben
Tatjana Birkigt wurde als Tochter des Geigers Hugo Birkigt (1885–1944) in eine Künstlerfamilie geboren. Ursprünglich als Sekretärin ausgebildet, sprach sie zu Anfang der 1930er Jahre beim Berliner Rundfunk vor und wurde mit Rezitationen und Liedern populär. Ihre Schallplattenkarriere begann 1934 mit 6 Titeln bei Telefunken in Begleitung von Hans Bund, von März 1935 bis April 1937 nahm sie exklusiv für die Deutsche Grammophon auf in Begleitung wechselnder Orchester unter Leitung von u. a. Gerhard Winkler, Georg Haentzschel und Werner Oehlschläger. In einem Fall wurde dabei auch ein Text aus ihrer Feder überliefert.
Um „Querelen mit den Nazis aus dem Wege zu gehen“, ging sie 1940 zunächst nach Prag, dann nach Budapest und schließlich nach Rom, wo sie weiterhin für den jeweiligen Rundfunk arbeitete. 1952 kehrte sie nach Deutschland zurück und ließ sich in München nieder, wo sie zunächst ebenfalls an ihre frühere Karriere anknüpfen konnte, ehe sie sich ins Privatleben zurückzog.